# Раба (притока Вісли)
50°08′15″ пн. ш. 20°30′33″ сх. д. / 50.1375° пн. ш. 20.5092° сх. д.
Раба (пол. Raba) — річка на півдні Польщі (Малопольське воєводство), права притока річки Вісла. Річка бере початок у Бескидах, між містами Рабка-Здруй і Новий Торг. Вона тече на північ, а потім на північний схід.
Протягом століть Раба була важливою артерією, на якій були створені кілька міст і сіл.
Назва, ймовірно, походить від кельтської мови.
Також річку поділяють на три частини: Верхня Раба (це приблизно 60 кілометрів, протікає по Бескидах), Середня Раба (передгір'я Карпат) і Нижня Раба (Сандомирська низовина).

## Тваринний світ
У водах річки Раба є рак.
До сімдесятих років у старицях Раби розмножувались черепахи.

## Міста на річці
- Бохня
- Добчице
- Мислениці
- Мшана-Дольна
- Рабка-Здруй